# Station Solliès-Pont
Station Solliès-Pont is een spoorwegstation in de Franse gemeente Solliès-Pont.